# Benoît X
Pour les articles homonymes, voir Benoît.
Benoît X (Giovanni Mincio), né Jean Mincius, fut antipape du 5 avril 1058 au 24 janvier 1059. 
Jean, affublé du sobriquet moqueur de Mincio (du français "mince", c'est-à-dire pas malin), était le fils de Guy de Tusculum, membre de la puissante famille des comtes de Tusculum, frère du pape Benoît IX et fils d'Albéric III de Tusculum. Les comtes de Tusculum pouvaient se targuer, entre membres légitimes et illégitimes, de compter au moins une dizaine de papes.
Evêque de Labico, il devint cardinal-évêque de Velletri sous le pape Léon IX en 1050.
La vacance du siège apostolique provoquée par la mort du pape Étienne IX incita cette famille à s'emparer de la ville de Rome et à faire élire, par un groupe de clercs qui ne possédait pas le pouvoir canonique, un antipape, Jean Mincius, le 5 avril 1058 : ses plus actifs soutiens furent son oncle Grégoire II de Tusculum et Gérard de Galeria, qui, 13 ans auparavant, avait aidé les Crescenzi à faire élire le pape Sylvestre III. 
Il se fit chasser quelques mois après par les Romains qui élurent Nicolas II.

## Biographie

### L'ascension au trône pontifical
Le 4 avril 1058, Jean des comtes de Tusculum est élu successeur du pape Étienne IX. Il prend le nom de Benoît X. Un membre de la noble famille revenait s'asseoir sur le trône de saint Pierre 25 ans après Benoît IX. Ce n'est pas un hasard si le nouveau pape choisit le même nom pontifical que son illustre parent. Jean était par ailleurs un bon ami du pape Étienne, Frédéric de Lotharingie, qui, en 1057, avait inscrit son nom dans une liste de cinq successeurs possibles au pape Victor II (1054-1057), avant d'être lui-même élu. 
Un certain nombre de cardinaux soutinrent toutefois que l'élection était entachée d'irrégularité et que plusieurs voix avaient été achetées par la corruption, l'agitation du peuple et la violence. Leur réaction fut donc exactement à l'opposé de celle à laquelle s'attendaient les Tusculum. Les cardinaux accusés furent contraints de fuir Rome, de même que ceux qui critiquaient l'élection. 
La consécration, tenue le lendemain, soit le dimanche 5 avril (deux semaines avant Pâques), fut également irrégulière : Pierre Damien, chargé de la présider en tant que cardinal-évêque d'Ostie, refusa de le faire et fut remplacé par un certain Grégoire, cardinal-archiprêtre. Il convient de préciser que les membres les plus éminents de l'Église se rangèrent immédiatement dans l'opposition à Benoît X et que rares furent les cardinaux qui le défendirent. Ses soutiens se comptaient essentiellement dans la noblesse et parmi ses proches, ainsi que dans le peuple et le clergé de la ville mais ni chez les cardinaux ni chez les membres les plus célèbres et respectés de l'Église, parce que son élection ne s'était pas faite à l'initiative des sommets de la hiérarchie mais était partie du bas, du peuple, à l'instigation de l'aristocratie.
Bien que l'intéressé ait été l'un de ces membres les plus respectés de l'Église, Pierre Damien le décrit comme un ignorant et c'est Léon d'Ostie qui diffuse le sobriquet de "mince" qui lui est attribué (qui pourrait toutefois être d'origine familiale et non propre au pape : un oncle de Jean, un certain Grégoire, peut-être même Grégoire II de Tusculum, était également connu comme "mince").

### Le pontificat
Dès ses débuts, Benoît X commit l'erreur d'attribuer le pallium à Stigand, archevêque de Cantorbéry, dont l'élection avait été considérée irrégulière par Léon IX, Victor II et Étienne IX, qui avaient donc tous refusé de le lui attribuer. Cet acte fut annulé lorsque Benoît fut déclaré antipape et Stigand fut de nouveau considéré comme occupant abusivement sa position. Benoît concéda par ailleurs le castrum Montis S. Petri in Auximano comitatu à des nobles contre le paiement aux actionariis Romanae ecclesiae de 12 deniers de Pavie et il confirma, à la demande de l'évêque Ezelon de Vérone, des biens au monastère Saint-Maurice de Hildesheim. Le 8 mai, il mit en place l'obligation pour les Hongrois de passage à Rome de séjourner auprès du monastère de Saint-Étienne. Le 1er juin enfin, il concéda une partie des profits de l'autel de saint Pierre aux prioribus mansionariorum scholae confessionis b. Petri.

### La crise
Peu après son élection, Ildebrando di Soana revint à Rome. Il avait été envoyé par Étienne IX à la cour de l'impératrice du Saint-Empire Agnès de Poitiers (mère et régente d'Henri IV, alors mineur), qui avait mis en doute la régularité de l'élection d'Étienne. Dès qu'Hildebrand apprit qu'Étienne était mort et que Benoît avait pris sa succession, il décida de s'y opposer et obtint immédiatement l'appui du duc Godefroid II de Basse-Lotharingie, frère d'Étienne IX, en faveur de l'élection de Gérard de Bourgogne, évêque de Florence. Quelques mois plus tard, il obtint également le soutien de l'impératrice Agnès. Les cardinaux qui s'étaient opposés à l'élection de Benoît X se réunirent à Sienne le 18 avril 1058 et, à l'unanimité, choisirent Gérard de Bourgogne comme pape, le 6 mai de la même année. Sept mois plus tard, le 6 décembre, lorsque la régente Agnès eut donné son consentement et que toutes les divergences et irrégularités qui avaient présidé au choix de Gérard étaient éclaircies, toujours à Sienne, il fut officiellement élu pape. Il ne l'était toutefois pas encore réellement, d'une part parce qu'il y en avait un autre en fonction et d'autre part, parce qu'il n'avait encore été ni consacré, ni couronné.

### De pape à antipape
Durant son voyage vers Rome, Gérard, accompagné du chancelier impérial Guibert, représentant de l'impératrice Agnès, réunit un synode à Sutri, le 18 janvier 1059, au cours duquel il déposa publiquement Benoît X et l'excommunia. Les historiens qui soutiennent la thèse de la validité du pontificat de Benoît considèrent qu'il toucha à son terme le 18 janvier, avec sa déposition voulue et soutenue à l'unanimité par tous les cardinaux réformateurs (la majorité absolue du collège cardinalice tout entier) et que celui de Gérard commença le 24 janvier suivant, jour où il fut couronné et prit possession de Rome sous le nom de Nicolas II, après avoir expulsé son rival. À la fin du synode de Sutri, avant même sa consécration, Gérard convoqua le synode suivant, celui du Latran, qui devait se tenir à Pâques la même année, soit un an après l'élection de Benoît X, et au cours duquel, en plus de mesures relatives à la discipline et à la foi, il réforma la procédure de l'élection pontificale en la déléguant aux seuls cardinaux, excluant ainsi tous les autres ecclésiastiques, les nobles, l'armée et le peuple.  
L'expérience de Benoît X fut fondamentale pour revoir les procédures d'élection des papes jusque là obscures et tortueuses : elle servit à Nicolas II de motif pour les corriger, même si 14 ans plus tard, lors de l'élection de Grégoire VII, ces règles allaient être de nouveau bafouées.
Le 24 janvier 1059, les soutiens de Nicolas II contrôlaient Rome et contraignirent Benoît X à se réfugier au château de Gérard de Galeria. Une fois arrivé à Rome, Nicolas continua sa bataille contre Benoît et ses soutiens avec l'aide des Normands. Une première bataille se déroula à Campagna, début 1059, mais elle ne fut pas décisive pour le nouveau pape. Plus tard, la même année, vers avril, ses armées conquirent Palestrina, Frascati et Mentana, et attaquèrent ensuite Galeria, contraignant Benoît à se rendre et à renoncer à la papauté.

### Le crépuscule
Benoît X resta en liberté et se retira dans l'une des résidences de sa famille, mais Hildebrand, craignant qu'il ne soit instrumentalisé pour nuire au pape légitime, le fit emprisonner par la suite, en 1060, à l'hôpital de Sainte-Agnès. La même année, un procès public lui fut intenté, sa déposition en janvier et son abdication volontaire en avril n'étant pas considérées comme suffisantes. Il ne servit à rien que Benoît confesse d'avoir été contraint d'accepter une élection dont il ne voulait pas. Il fut solennellement déposé à nouveau et dégradé. Ce fut évidemment Hildebrand qui joua les procureurs. Il se peut que le procès ait eu lieu parce que le peuple de Rome reconnaissait encore Benoît comme pape malgré le fait qu'il l'ait abandonné l'année précédente, corrompu par Hildebrand qui avait acheté l'appui du peuple en faveur de Nicolas. 
Léon d'Ostie soutient que Jean fut réadmis à la communion laïque et obligé à résider à Sainte Marie Majeure. Il est réputé avoir reconnu toutes ses fautes, une par une, sans chercher à se justifier d'aucune. 
Il mourut à Canossa en 1074, sous le règne du pape Grégoire VII, son farouche ennemi d'autrefois, Ildebrando di Soana. 
Son nom n'apparaît pas dans la liste officielle des papes "Benoît", qui passe de Benoît IX à Benoît XI.

## Jugement de l'Histoire et réputation
La conséquence principale de l'aventure de Benoît X est l'adoption de nouvelles lois relatives à l'élection des papes. Elles sont décidées durant un synode réuni par Nicolas II au palais du Latran à Pâques de l'an 1059. Nicolas II, par la bulle In nomine Domini, délégue alors l'élection aux seuls cardinaux-évêques à l'exclusion de quiconque, abolissant de fait le Privilegium Othonis du pape Jean XII de 962.
Pendant de nombreux siècles, le pontificat de Benoît X est reconnu comme légitime jusqu'au 18 janvier 1059. En 1303, Niccolò Boccasini prend d'ailleurs pour nom Benoît XI. Le cardinal Stefano Borgia prend la défense de Benoît X dans son Apologia del Pontificato di Benedetto X (1752). Son portrait figure aussi dans la basilique Saint-Paul-hors-les-Murs. Mais depuis 1904, il est considéré comme antipape, de nombreux historiens ayant mis en doute la validité de son élection, faite sans la consultation des cardinaux et contre le serment voulu par Étienne IX.